# Сухтелен
Сухтелен (нидерл. Van Suchtelen) — дворянский род.

## Происхождение и история рода
Дворяне герцогства Юлихского, откуда переселились в Нидерланды.
- Корнелиус ван Сухтелен (1713—1768) был нидерландским генерал-майором и комендантом крепости Л’Эклюз. 
  - Петр Корнилович Сухтелен (1751—1836) вступил в русскую службу в 1788 году, инженер-генерал, дипломат. Барон (с 1812), граф (с 1822), сын предыдущего.
    - Луиза Петровна (1780—1802) — муж Грессер, Александр Иванович
    - Павел Петрович Сухтелен (1788—1833) — российский генерал, оренбургский губернатор. Барон (с 1812), граф (с 1822), сын предыдущего.
      - Ольга Павловна — муж Бутурлин, Алексей Петрович

    - Константин Петрович Сухтелен (1790—1858) — граф, обер-егермейстер

## Описание герба
по Долгорукову
Щит разделен на 4 части:
- в 1-й части родовой герб фамилии Сухтелен: в серебряном поле золотая лилия, окруженная тремя пятиугольными золотыми звёздами.
- 2-я часть разделена горизонтально на две половины; в верхней, в золотом поле, вылетающий российский двуглавый орел; в нижней, в голубом поле, серебряная башня, с воротами, карнизами, окнами и зубцами черными.
- в 3-й части, в красном поле, влево обращенный лев с дворянскою короною на голове, окруженный девятью золотыми пятиугольными звёздами, держит в левой, поднятой лапе золотой скипетр, а в правой, опущенной лапе серебряную саблю.
- в 4-й части, в серебряном поле, 4 золотых кольца.
- Среди герба щиток с родовым гербом фамилии (см. выше). На гербе 3 шлема. На среднем шлеме графская корона, из коей вылетает российский двуглавый орел; на правом шлеме красная пятиугольная звезда; из левого шлема выходит лев в короне, со скипетром и саблей, как в 3-й части герба. Намет зеленый, подложенный черным; щит держат два льва.

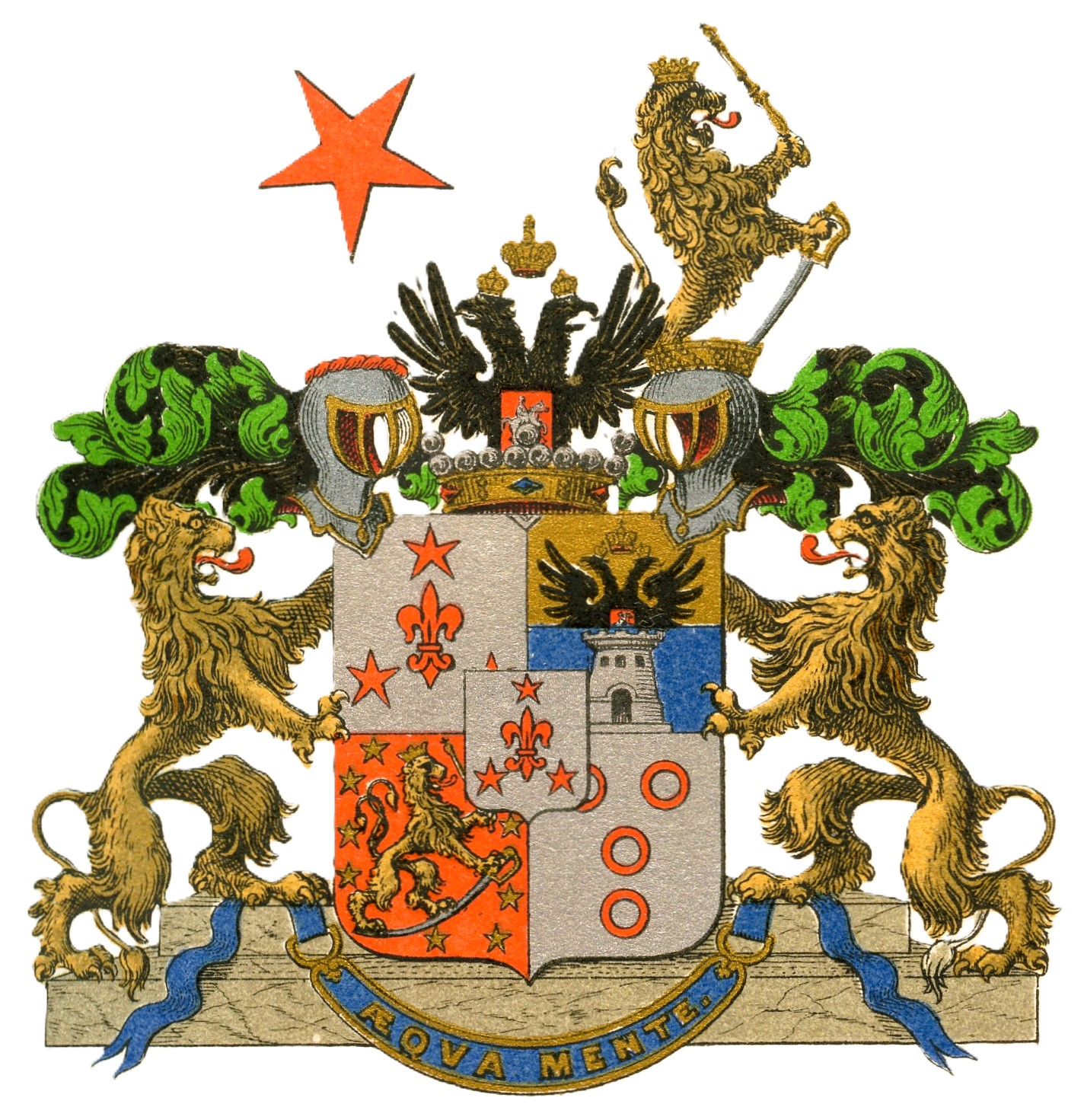
Герб баронов ван Сухтелен из гербовника Великого княжества Финляндского[1], 1843 г.
Гербовый экслибрис П. К. Сухтелена
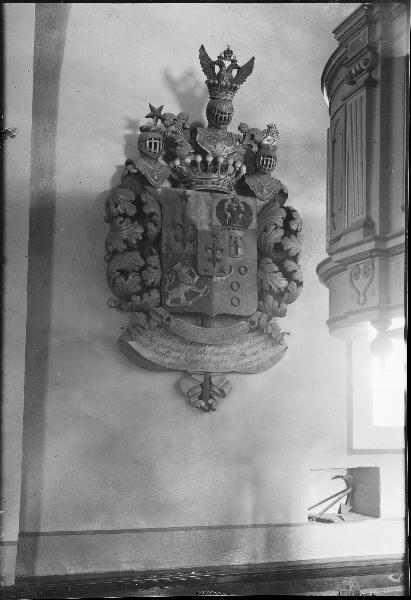
Герб в церкви Сольны, у места погребения